# Bodenheim (Nadrenia-Palatynat)
Bodenheim – miejscowość i gmina w Niemczech, w kraju związkowym Nadrenia-Palatynat, w powiecie Mainz-Bingen, siedziba gminy związkowej Bodenheim.

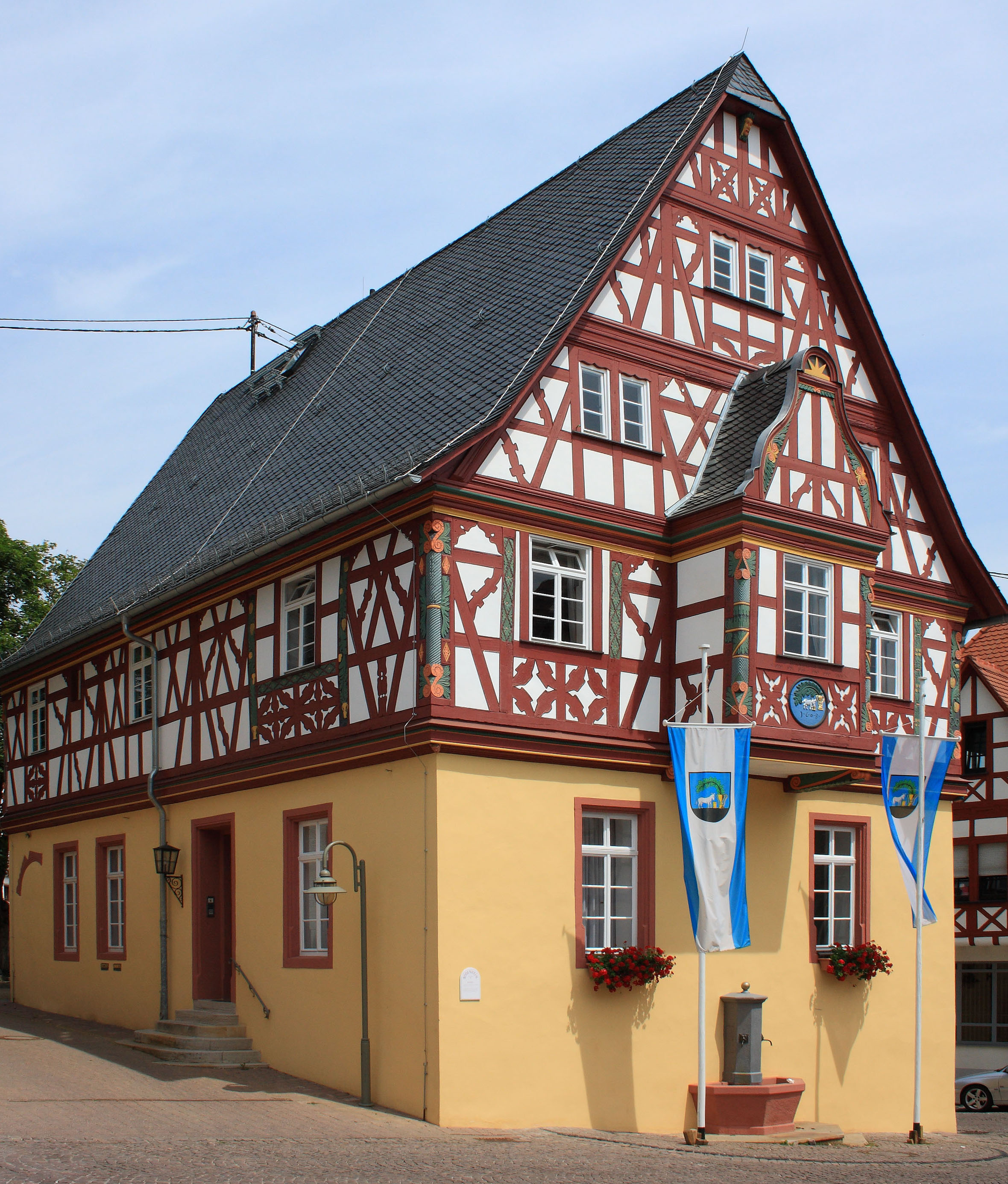
Ratusz

## Współpraca
Miejscowości partnerskie:
- Grezzana, Włochy
- Rudolstadt, Turyngia
- Seurre, Francja